# Clădirea fostului Minister al Alimentației Publice din Chișinău
Clădirea fostului Minister al Alimentației Publice (în prezent sediul Procuraturii Generale a Republicii Moldova) este o clădire amplasată pe bd. Ștefan cel Mare și Sfânt, 73 în Chișinău, Republica Moldova. Este un monument arhitectural de importanță națională inclus în Registrul monumentelor Republicii Moldova ocrotite de stat cu nr. 384.1 (municipiul Chișinău). Datează din anii 1950.